# José Name Terán
José Antonio Name Terán (Sincelejo, Sucre; 5 de febrero de 1936-Bogotá, 5 de septiembre de 2011) fue un político y abogado colombiano, elegido senador de la república en diferentes períodos por el Partido Liberal. Fue uno de los tradicionales caciques electorales de la Costa Caribe del Partido de la U.

## Biografía
Bachiller del colegio Biffi de Barranquilla, abogado de la Universidad del Atlántico, desde sus épocas de universitario se destacó como político, llegando en 1958, con el apoyo de los líderes universitarios y en representación del Partido Liberal a la Asamblea Departamental del Atlántico. En 1962 intenta llegar a la Cámara de Representantes pero no logra el escaño, si bien dos años más tarde, en 1964 es elegido concejal de Barranquilla y suplente del representante Emilio Lébolo, quien le permite ejercer el escaño durante todo el bienio, y aún en el siguiente 1966-1968, llegando a aspirar a la Presidencia de la Cámara, aunque su candidatura es vetada por el presidente de la República Carlos Lleras Restrepo. En 1968 fracasa en su intento de ser representante a la Cámara por cuenta propia y sólo consigue regresar al Congreso en 1974. En 1978 es elegido Senador y consigue ser reelegido siempre por el Partido Liberal, en 1982, 1986, 1990, 1994, 1998 y 2002; entre 1984 y 1985 fue Presidente del Senado de la República.
En 1986 el presidente Virgilio Barco lo designó Ministro de Trabajo y Seguridad Social, puesto del que fue destituido al demostrarse que estaba de vacaciones en el Caribe mientras hacía creer que se ausentaba por enfermedad. En 2004 fue sancionado por el Partido Liberal tras haber apoyado la reforma constitucional que permitió la reelección de Álvaro Uribe Vélez, por lo que decide renunciar a este partido y participar en 2005 de la fundación del Partido de la U. En 2006 decide dejar el Senado e impulsar la elección de su hijo, José David Name, que logra con éxito en las elecciones de marzo.
En 2007 Name aspiró a la Gobernación del Atlántico en las elecciones de octubre de 2007, en alianza con los también caciques electorales Roberto Gerlein del Partido Conservador y Fuad Char de Cambio Radical; fue derrotado por Eduardo Verano de la Rosa, un político con una imagen menos ligada a la corrupción.
José Name Terán, quien fue senador durante 37 años, es recordado por su ausentismo.
Fue muy cercano a políticos como Julio Borelly, Abelardo Blanco Castilla y Hernán Mogollón, protagonistas de sonados escándalos de corrupción en Cajanal, el Seguro Social y Caprecom.
Falleció en la ciudad de Bogotá a los 74 años de edad tras estar recluido en la Unidad de Cuidados Intensivos de la Clínica Cardioinfantil de Bogotá.Su familia continúa ejerciendo amplia influencia en la vida política colombiana.
| Predecesor: Carlos Holguín Sardi | Presidente del Senado de Colombia 20 de julio de 1984 al 20 de julio de 1985 | Sucesor: Álvaro Villegas Moreno |